# Sint-Michaëlkerk (Harlingen)
De Sint-Michaëlkerk is een kerk in Harlingen in de Nederlandse provincie Friesland.

## Beschrijving
De rooms-katholieke kerk is gewijd aan Sint-Michaël. De neogotische kerk en de pastorie werden gebouwd naar ontwerp van Alfred Tepe. De driebeukige kruisbasiliek aan de Zuiderhaven was de tweede van de in totaal vier neogotische kerken die hij in Friesland bouwde. De pastorie heeft een trapgevel. De kerk uit 1881 werd op 31 mei gewijd. In de Tweede Wereldoorlog werd de kerk zwaar beschadigd, maar dit werd hersteld. In de periode 1985-1999 vond er een grote restauratie plaats. De kerk is een rijksmonument.

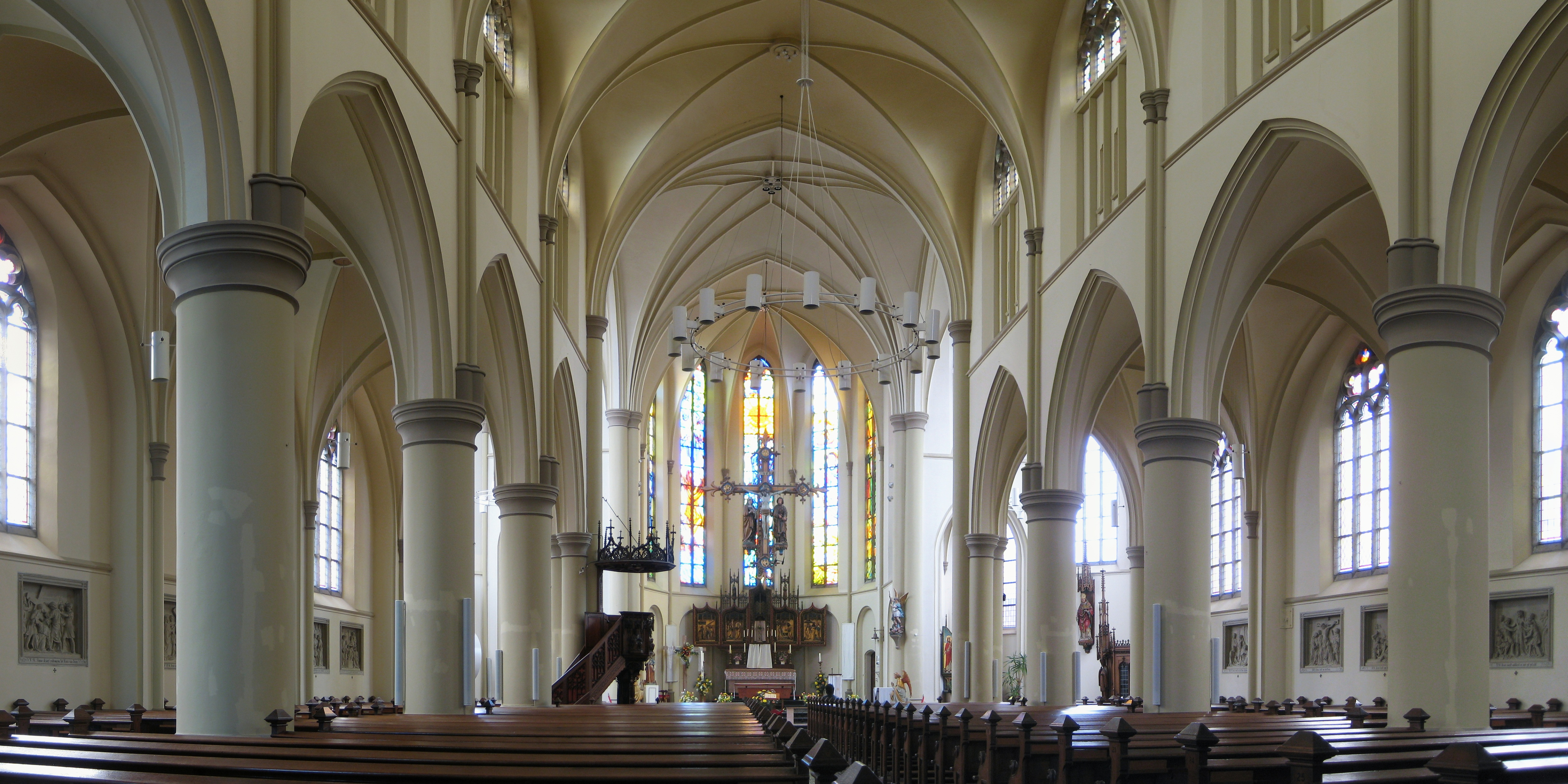
Het interieur van de kerk in 2014

De kansel, het hoogaltaar en de zijaltaren komen uit het atelier van beeldhouwer Friedrich Wilhelm Mengelberg. De ramen van acrylaatglas zijn gemaakt door Jan Murk de Vries. Het orgel uit 1898 is gebouwd door Adema.

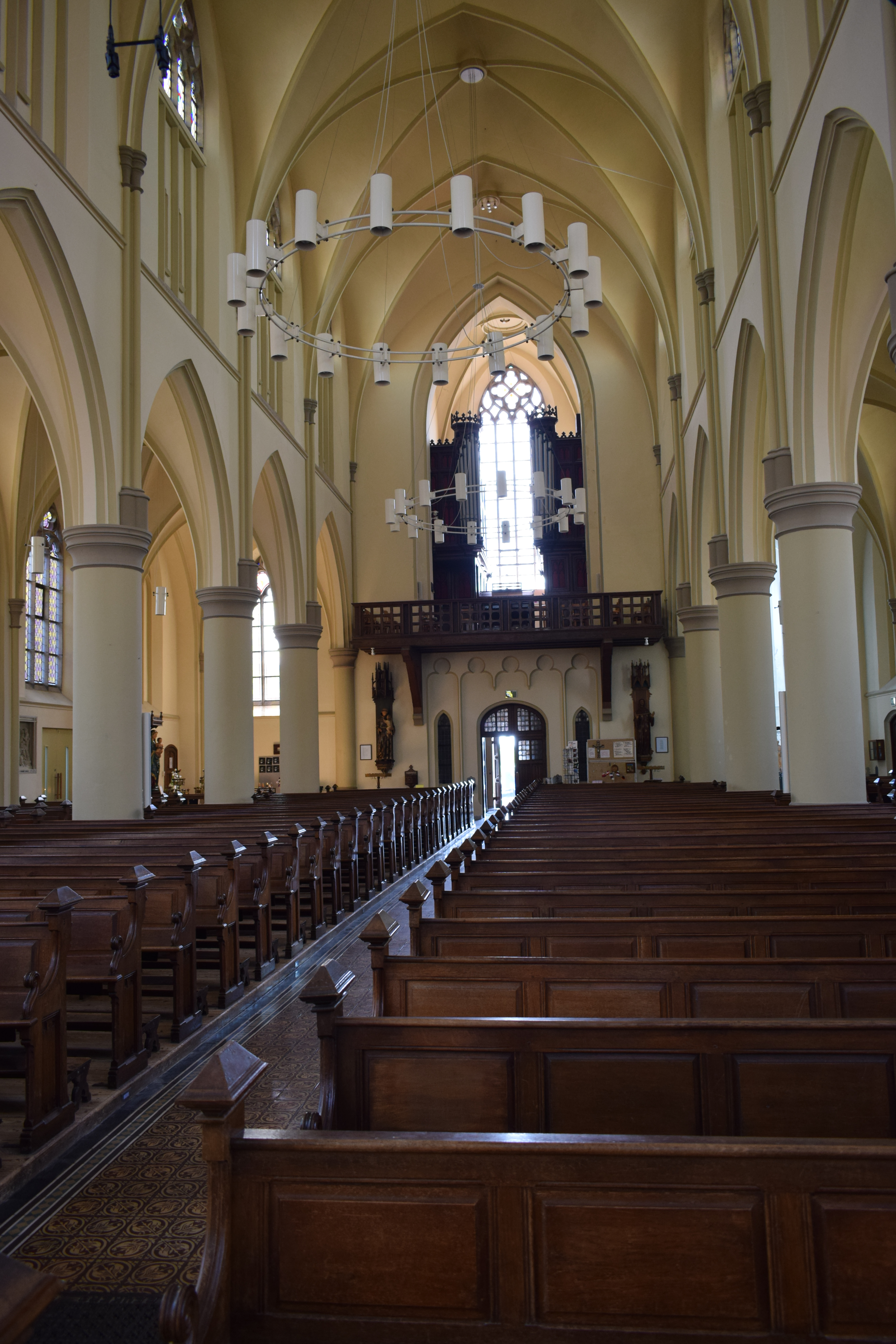
Interieur met orgel
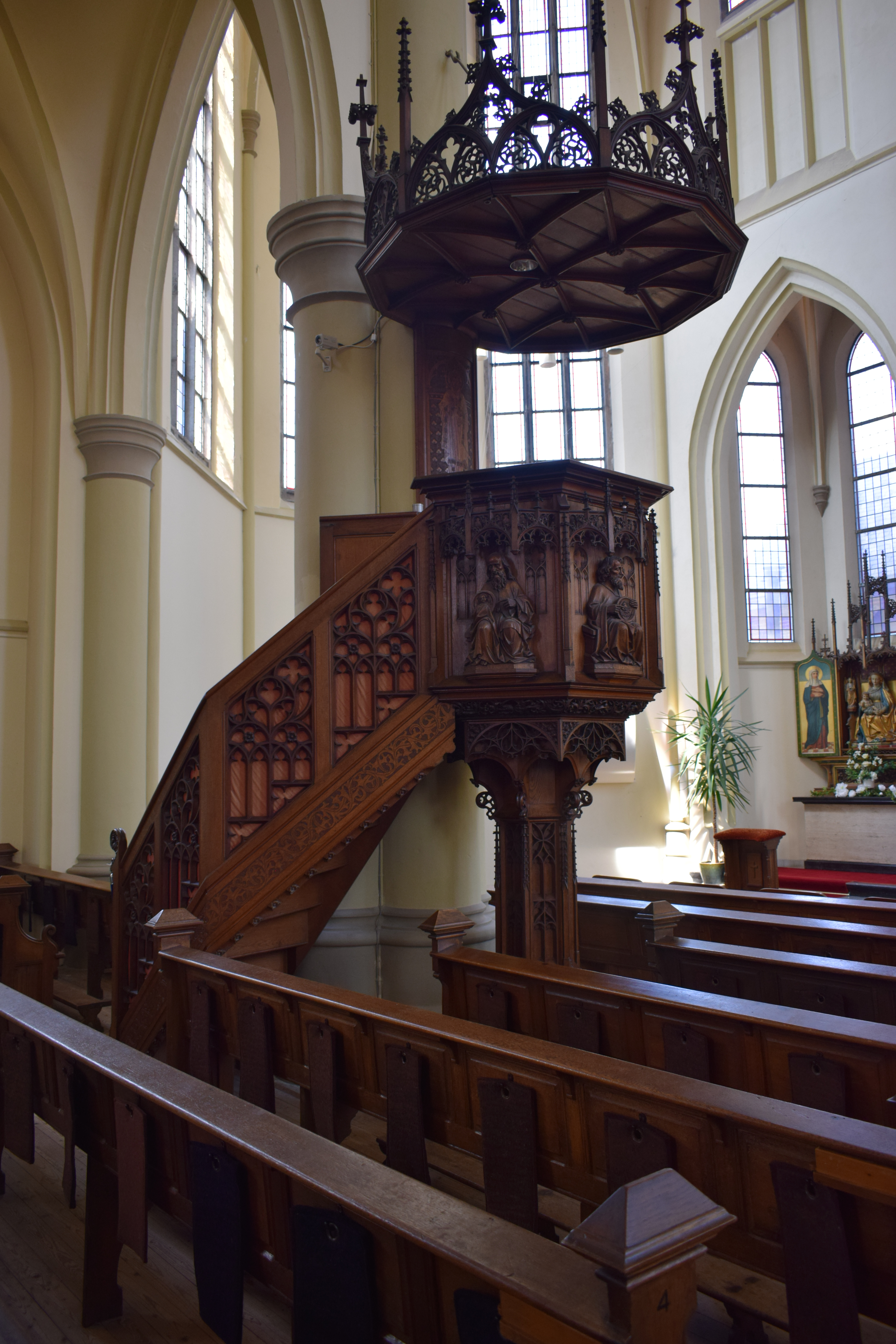
Preekstoel
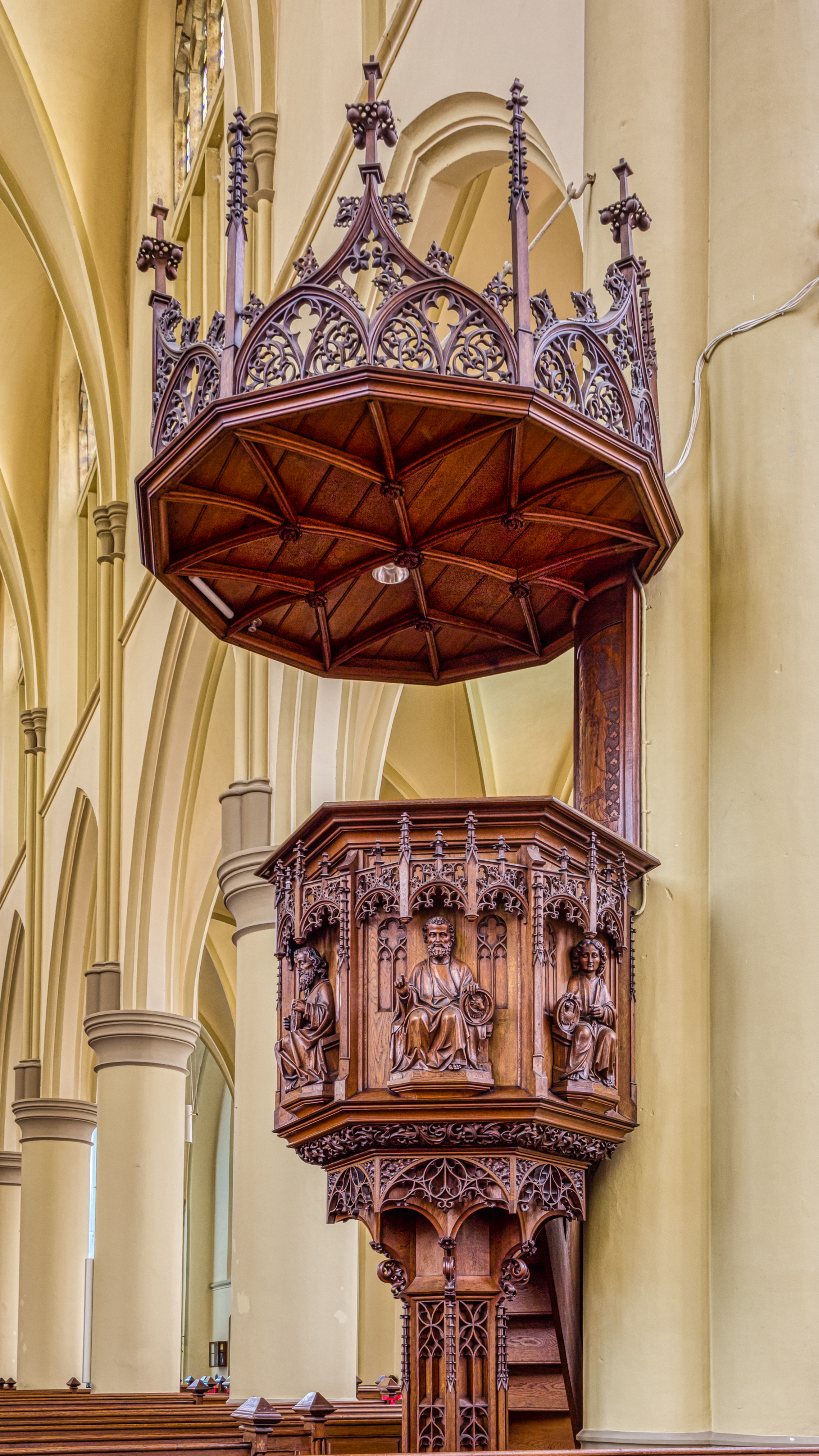
Preekstoel.
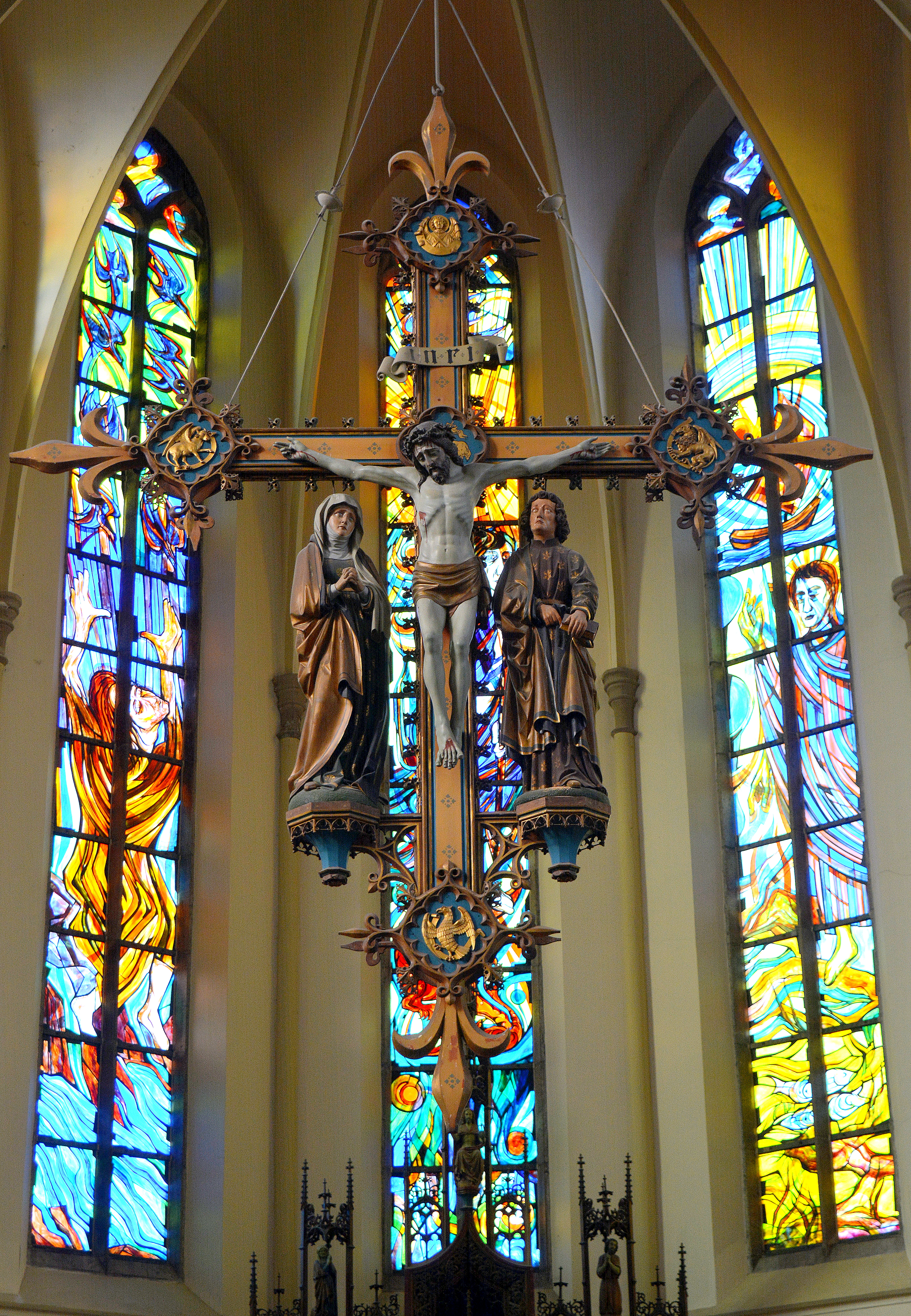
Ramen van Jan Murk de Vries

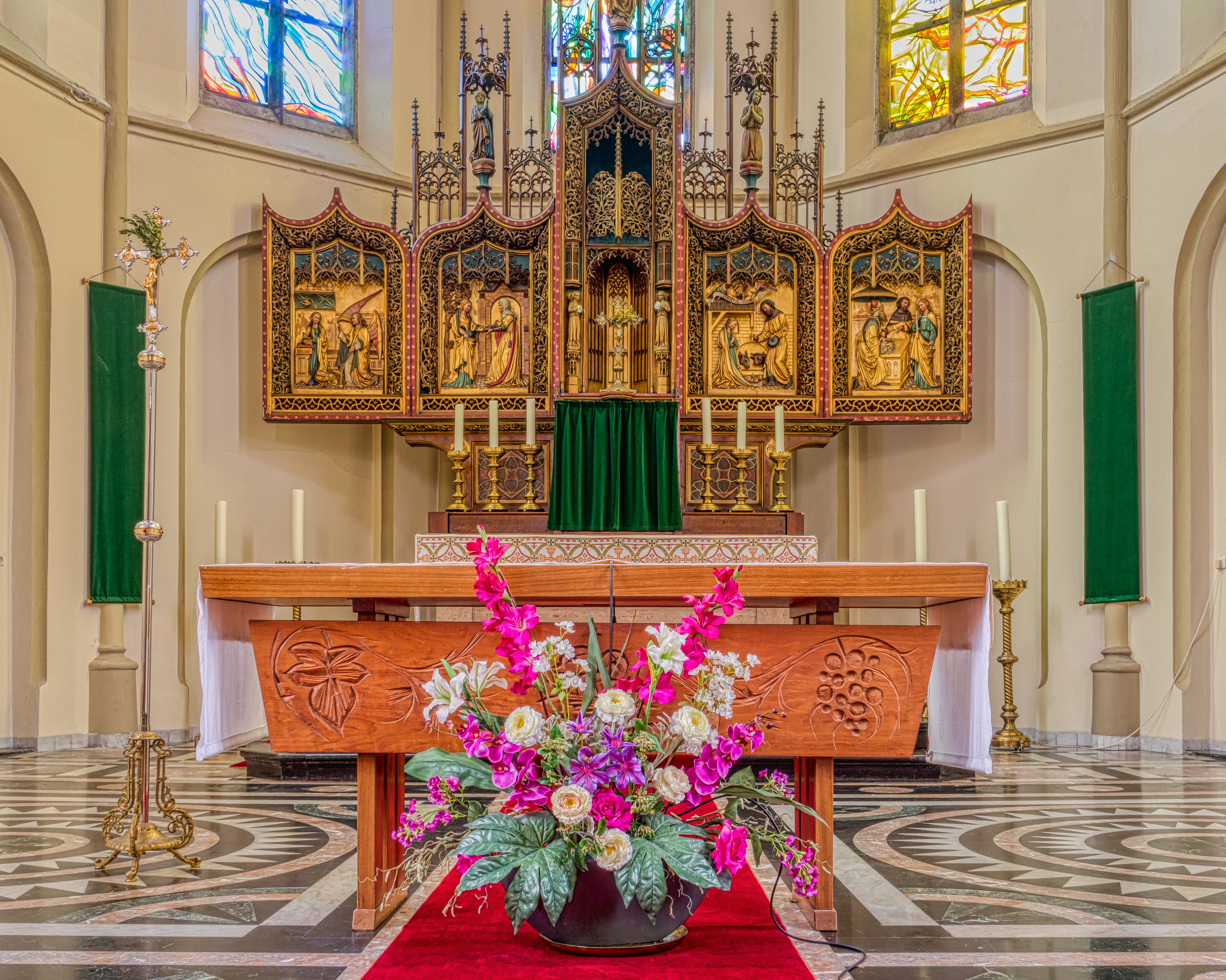
Hoofdaltaar
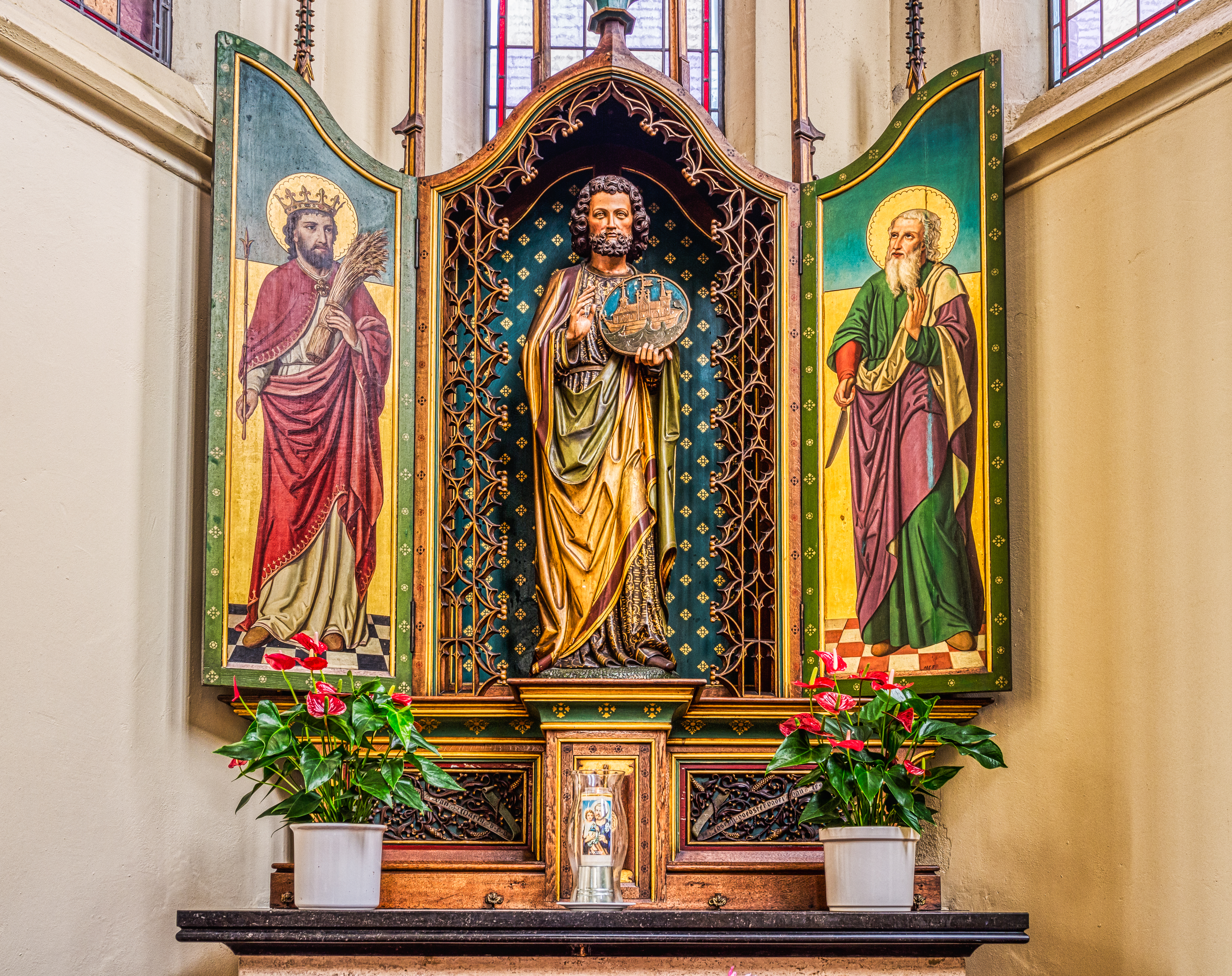
Zijaltaar
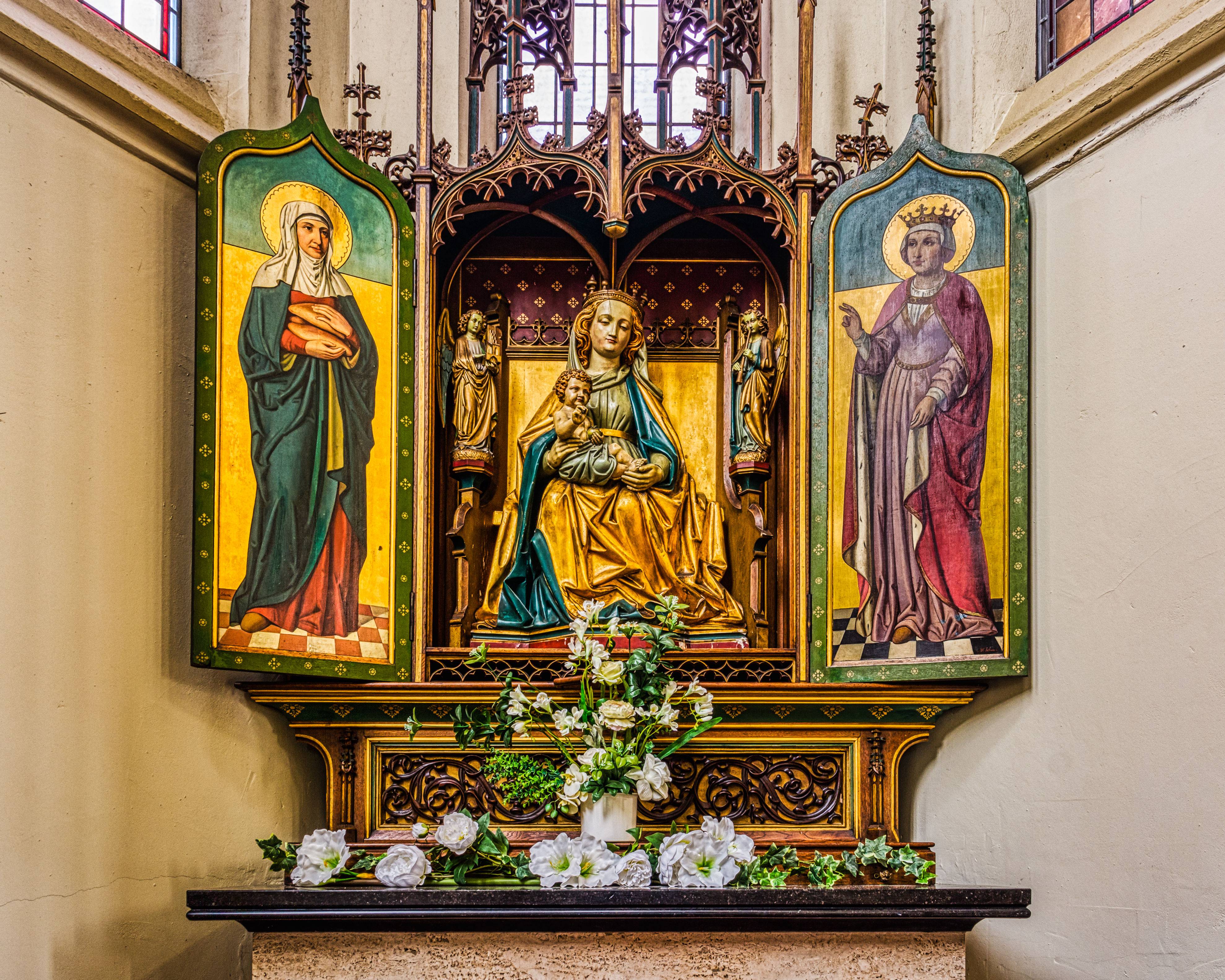
Zijaltaar